# Psyttalia vittator
Psyttalia vittator är en stekelart som först beskrevs av Charles Thomas Brues 1926.  Psyttalia vittator ingår i släktet Psyttalia och familjen bracksteklar. Inga underarter finns listade i Catalogue of Life.